# Малюшицький Микола Кирилович
Мико́ла Кири́лович Малюшицький (14 (26) січня 1872, Бєлиничі — 28 серпня 1929, Київ) — білоруський і український радянський агрохімік та рослинознавець, академік АН БРСР (з 1928 року).

## Біографія
Народився 14 (26 січня) 1872 року в селі Бєлиничах (тепер Могильовської області Білорусі) в родині дворянина. В 1898 році закінчив Московський сільськогосподарський інститут. З 1900 року працював на кафедрі ботаніки Київського політехнічного інституту, з 1912 року — на Київській крайовій сільськогосподарській дослідній станції, з 1920 року — професор Київського сільськогосподарського інституту.

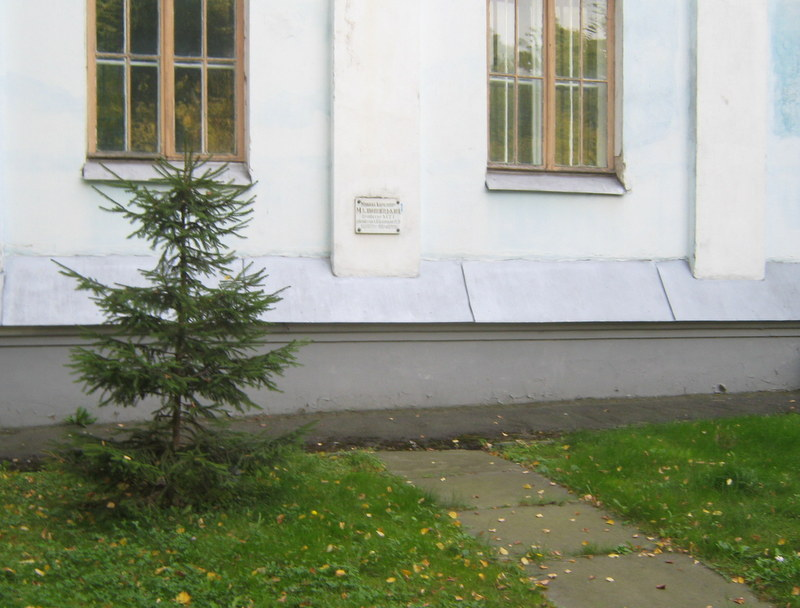
Місце поховання М. Малюшицького

Помер 28 серпня 1929 року. Урна з прахом замурована в стіні одного з навчальних корпусів Національного університету біоресурсів і природокористування України по вулиці Героїв Оборони № 13.

## Наукова діяльність
Основні напрями наукових досліджень — агрохімія, прикладна ботаніка, селекція і агротехніка сільськогосподарських рослин. Вивчав дію осмотичного тиску ґрунтового розчину на ріст, розвиток та врожайність зернових культур, цукрових буряків та картоплі. Займався поліпшенням місцевих сортів сільськогосподарських культур шляхом селекції. Вивчав їх анатомічну будову та фізіолого-біохімічні особливості.
Опублікував понад 20 наукових праць. Основні з них:
- К вопросу о значении эвапораметрических показаний для запросов сельскохозяйственной практики // Изв. Моск. с.-х. ин-та. 1900. Ч.6. Кн.3.
- Уплив ґрунтової вогкості на врожай бульб раннього рожевого тана і крахмалю в ним. 1922.
- Відділ прикладноі батанікі та селекціі — короткий огляд роботы. Киівська Кр. С. Г. Д. Станция. 1929.